# Benjamin Silliman
Benjamin Silliman (8 de agosto de 1779 - 24 de noviembre de 1864) fue uno de los primeros profesores estadounidenses de ciencia. y uno de los primeros miembros de la Academia Nacional de Ciencias de Estados Unidos. Realizó avances en el campo del análisis químico de minerales y fue el pionero de la destilación del petróleo.

## Biografía
Nacido en Stratford (Connecticut), era hijo del general Gold Selleck Silliman y su esposa Mary Fish, viuda de John Noyes.
Se educó en la Universidad de Yale, donde recibió el título de Artium Baccalaureus en 1796 y el Artium Magister en 1799. Estudió derecho con Simeon Baldwin desde 1798 a 1799 y fue tutor en Yale desde 1799 hasta 1802. El presidente Timothy Dwight IV de Yale le propuso que enseñara química e historia natural y que contratase a nuevos profesores del área.
Silliman estudió química con el profesor James Woodhouse en Filadelfia (Pensilvania) e impartió las primeras clases de química en Yale en 1804. En 1805 viajó a Edimburgo para estudiar más profundamente estas materias.
Al volver se interesó en New Haven (Connecticut) por su genealogía y analizó químiamente un meteorito caído cerca de Weston, Connecticut, cuya publicación constituye el primer testimonio científico jamás publicado sobre un meteorito caído en los Estados Unidos. Dio clases en New Haven en 1808 y descubrió los elementos constituyentes de muchos minerales. Como profesor emérito, dio clases en Yale sobre genealogía hasta 1855. En 1854 se convirtió en el primero en fraccionar petróleo por destilación.
Silliman se opuso a la esclavitud y apoyó a Abraham Lincoln durante la campaña electoral. Fue miembro de la American association for the advancement of science (Sociedad estadounidense para el avance de la ciencia). Fundó y editó el American Journal of Science, y fue uno de los primeros miembros de la Academia Nacional de Ciencias de Estados Unidos, nombrado por el Congreso de los Estados Unidos.

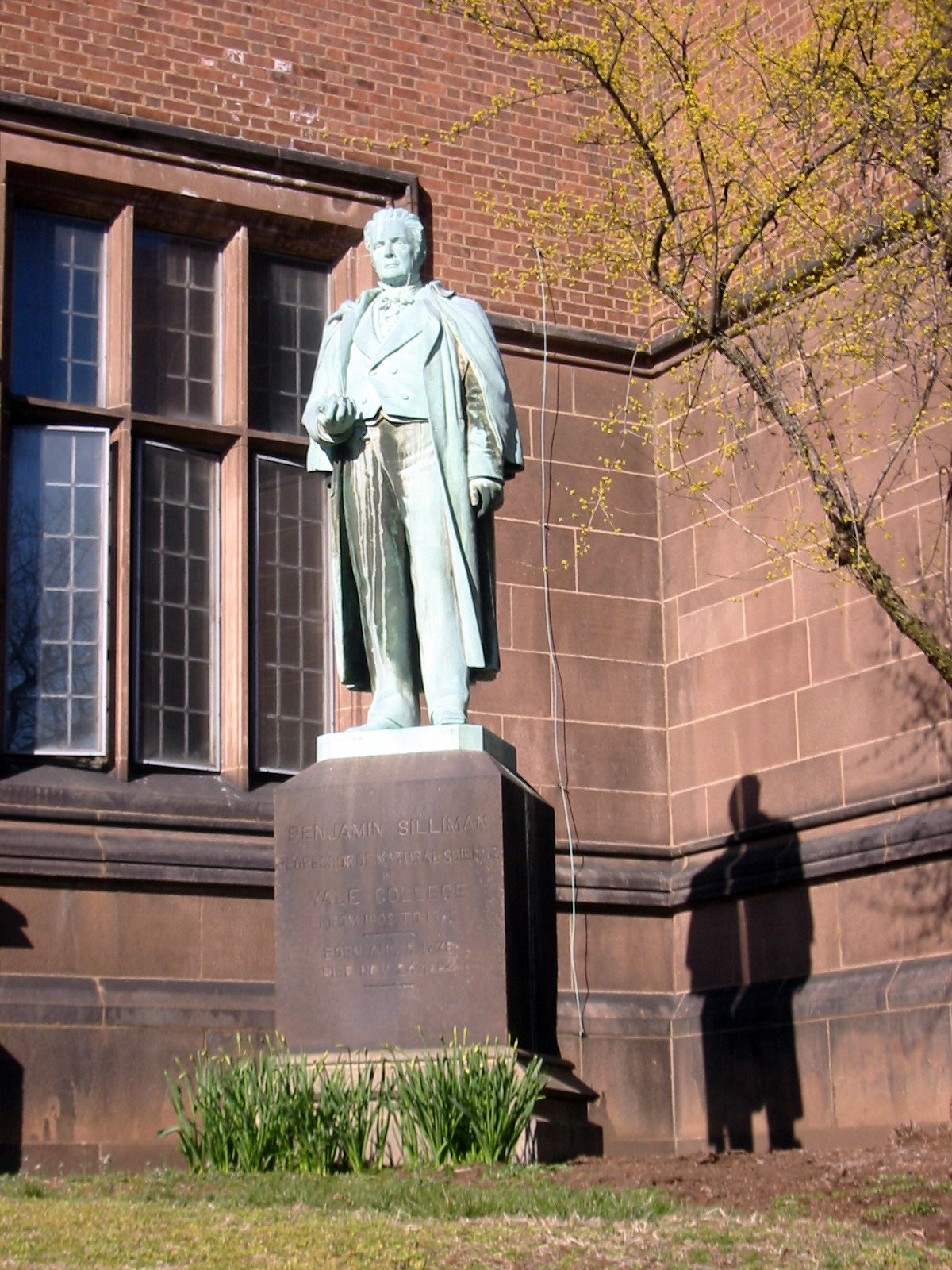
Estatua de Silliman frente al laboratorio Sterling de química de Yale.

Se casó por primera el 17 de septiembre de 1809 con Harriet Trumbull, hija del gobernador de Connecticut Jonathan Trumbull, Jr., hijo del también gobernador Jonathan Trumbull, Sr. de y héroe de la revolución estadounidense. Silliman y su esposa tuvieron cuatro hijos: una de sus hijas se casó con el profesor Oliver P. Hubbard y otra con James Dwight Dana. Su hijo Benjamin Silliman Jr., también profesor de química en Yale, escribió un informe que convenció a los inversores para respaldar a George Bissell en su búsqueda del petróleo.
Se casó por segunda vez en 1851 con Sarah Isabella Webb, hija de John McClellan.
Falleció en New Haven, el 24 de noviembre de 1864, a la edad de 85 años.
El Silliman College, una de las residencias de Yale, toma su nombre de Benjamin Silliman, así como también lo toman una montaña de 3.410 metros de altura en el Sequoia National Park y el mineral Silimanita.